# Stagione di suicidi
Stagione di suicidi (titolo originale Suicide Season) è un romanzo giallo del 1987 di Rex Burns, protagonista l'investigatore privato Devlin Kirk. Il romanzo è stato pubblicato nel 1988 nella collana Il Giallo Mondadori con il numero 2041.

## Trama
Devlin Kirk è un giovane investigatore privato di Denver in Colorado. Dopo alcuni anni trascorsi nel servizio segreto, Devlin ha da poco tempo messo in piedi, assieme all'amico ex poliziotto Homer Bunchcroft detto Bunch, una agenzia di investigazioni private che finora è riuscita ad evitare il fallimento solo grazie al finanziamento concesso da Wyn Kirk, zio di Devlin.
Adesso per l'agenzia Kirk & Associates sembra arrivata la grande occasione per il salto di qualità, grazie all'intervento del professor Michael Loomis, amico del padre di Devlin, morto suicida qualche tempo addietro. Il professor Loomis conduce Devlin nella lussuosa casa del facoltoso finanziere Owen McAllister, proprietario della McAllister Enterprises, alle prese con un possibile doppio caso di spionaggio industriale che ha causato alla sua società un danno di parecchi milioni di dollari.
McAllister sospetta che Austin Haas, un dirigente della sua società, abbia venduto alcuni importanti progetti ad una società rivale, la Aegis Group, e desidera che la Kirk & Associates svolga le indagini in modo discreto per chiarire se Haas è davvero colpevole.
Devlin e Bunch, forti anche della loro esperienza nel lavoro con apparecchiature tecnologicamente avanzate, aggiornano il sistema di sicurezza della McAllister Enterprises e mettono sotto controllo la casa di Austin Haas. Nel corso di una sessione di ascolto Devlin Kirk intercetta una chiamata per la polizia proveniente da casa Haas: Margaret Haas chiede aiuto perché il marito Austin si è appena ucciso con un colpo di pistola. Devlin informa immediatamente Owen McAllister ed assieme a lui si reca nel luogo del suicidio, in modo da verificare di persona i fatti e poter ricavare informazioni utili dai poliziotti incaricati delle indagini.

## Edizioni
- Rex Burns, Stagione di suicidi, traduzione di Rita Botter Pierangeli, 1 ed., collana Giallo Mondadori, Arnoldo Mondadori Editore, 1988,  pp. 182, cap. 17.